# Albert Dammouse

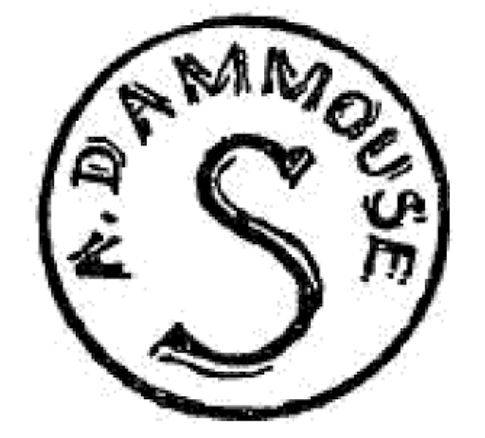
Porzellanmarke A. Dammouse, Sèvres.

Albert Louis Dammouse  (* 22. Oktober 1848 in Paris; † 1926 in Sèvres) war ein französischer Bildhauer, Keramiker und Glaskünstler.

## Leben

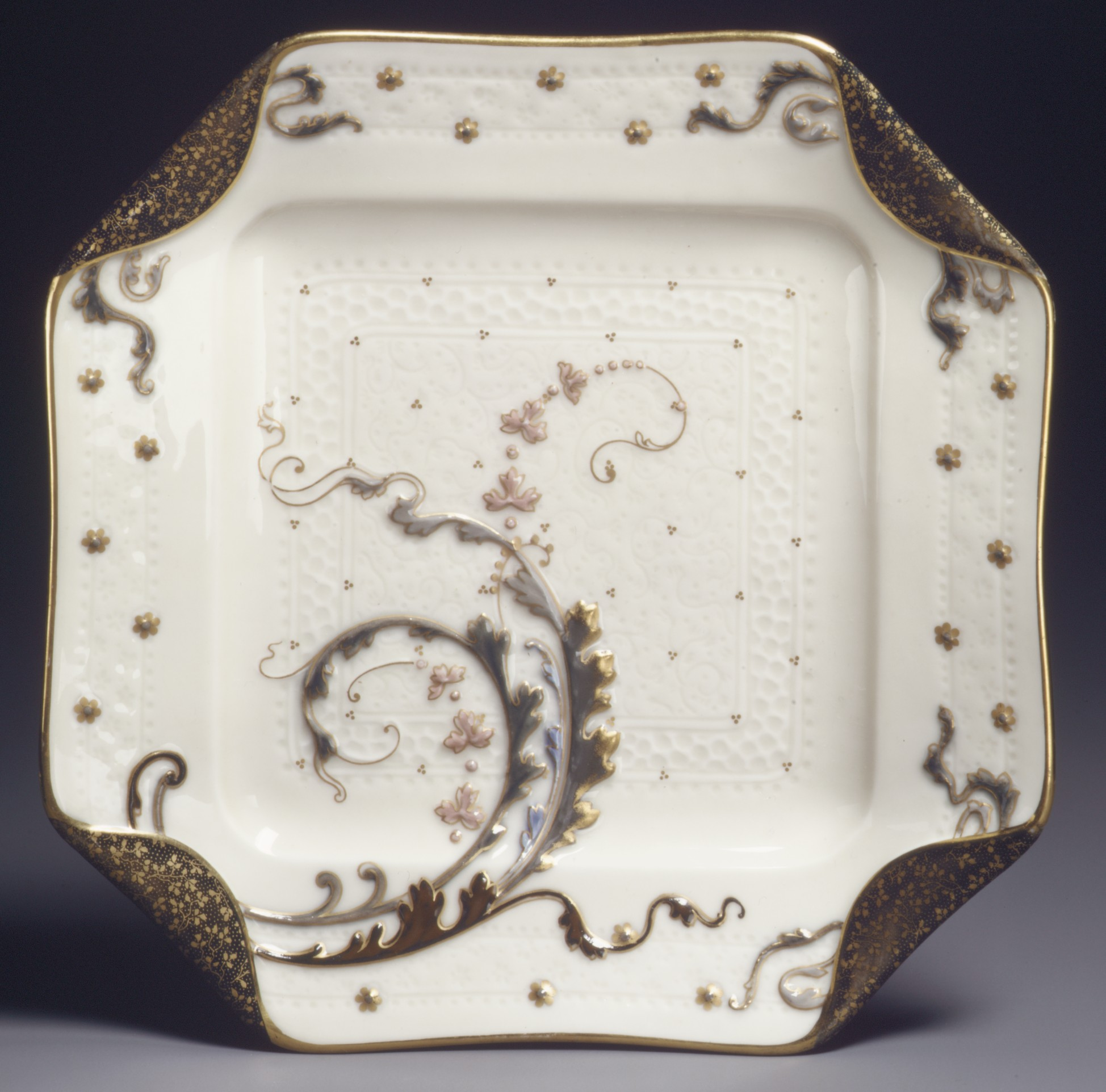
Teller, um 1879. Metropolitan Museum of Art.
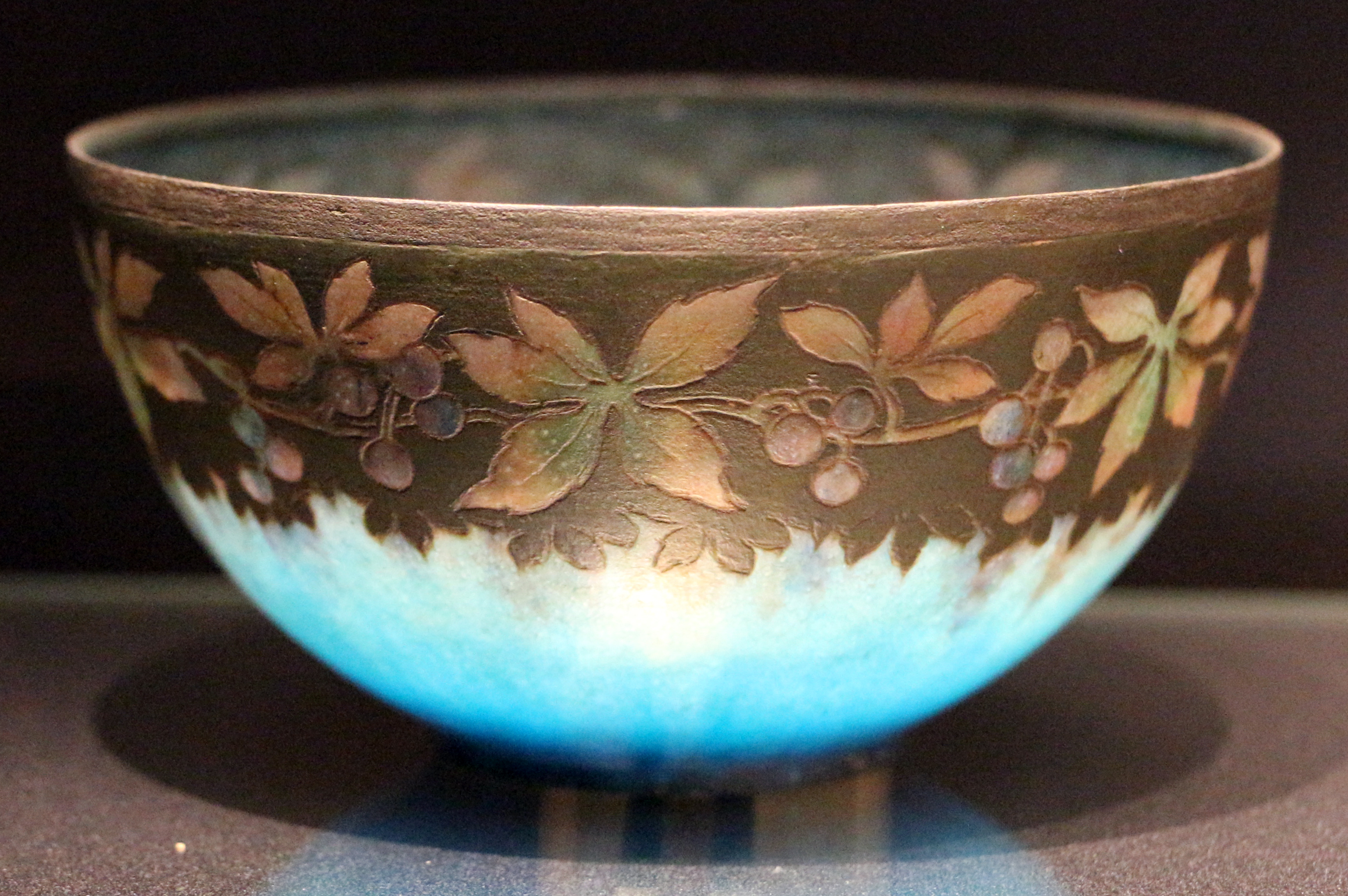
Schale, um 1899. Musée d’Orsay.
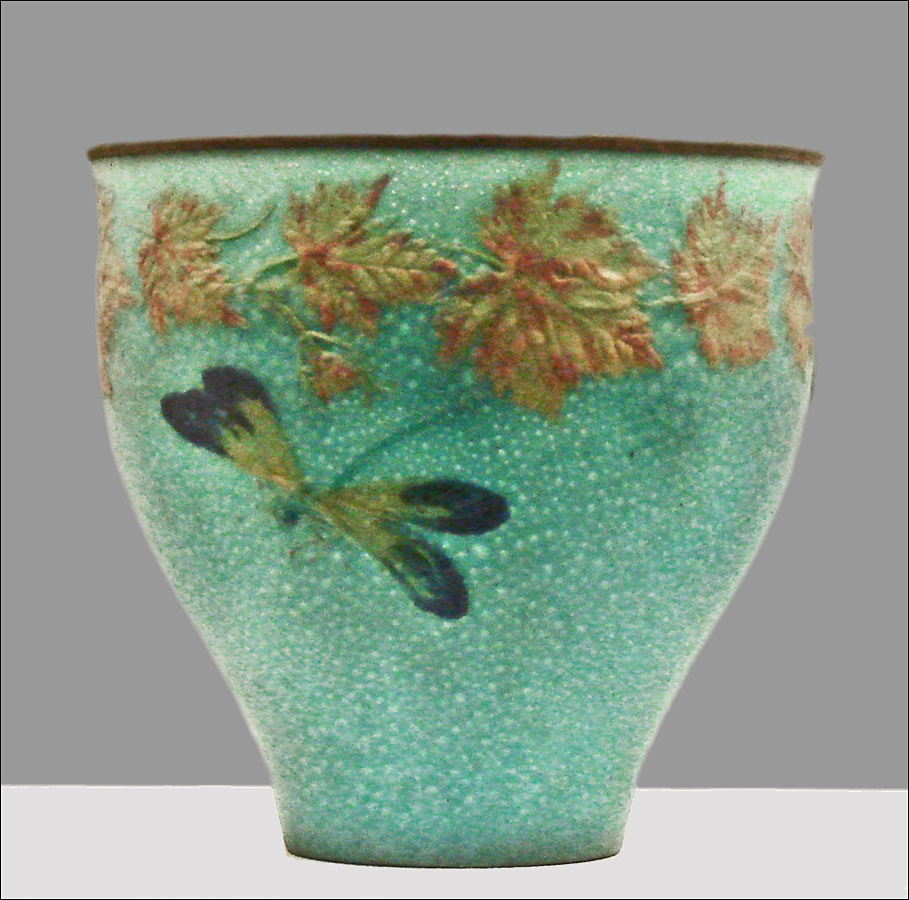
Vase, um 1900. Musée du Petit Palais.
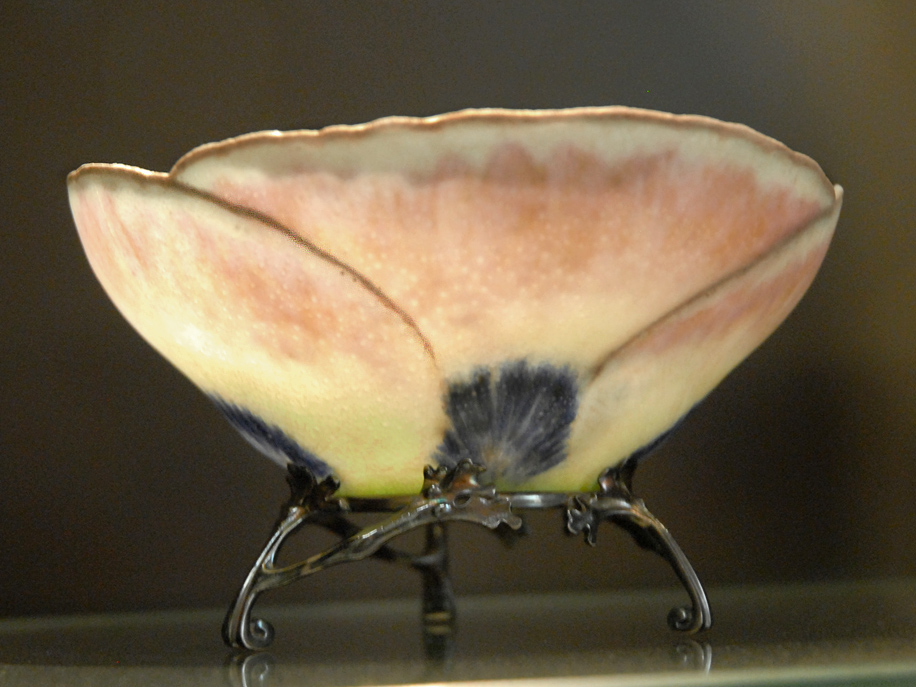
Tasse, um 1910. Musée d’Orsay.

Albert Dammouse war Sohn des Bildhauers und Manufaktur-Dekorateurs Pierre Aldolphe Damousse (* 3. April 1817 in Paris) und der Rose Victoire Papy. Sein Bruder war der Maler Édouard Alexandre Dammouse (1850–1903).
Albert Dammouse studierte erst an der École nationale supérieure des arts décoratifs, dann 1868 an der École nationale supérieure des beaux-arts bei François Jouffroy. Von 1868 bis 1870 arbeitete er in dem Atelier des Keramikers Marc-Louis Solon (auch Milès genannt) und nahm 1869 zum ersten Mal mit einer Gipsbüste an einem Pariser Salon teil. 1971 eröffnete Dammousse in Sèvres eine Werkstatt, in der er mit Porzellan arbeitete, das er selbst brannte und mit farbigen Reliefs verzierte. 1874 stellte er erneut aus und sandte Modelle seiner Arbeiten zu verschiedenen Porzellanmanufakturen in Limoges.
Im gleichen Jahr formgestaltete er Designs für Pouyat et Dubreuil, die auf der Weltausstellung Paris 1878 zahlreiche Preise mit seinen Entwürfen gewannen. 1875 arbeitete Dammouse mit dem Maler Félix Bracquemond zusammen, mit dem er das Service aux Oiseaux schuf. Charles Haviland, der Eigentümer der Porzellanmanufaktur Haviland & Co. in Limoges, engagierte Dammouse von 1882 bis 1886. Hier arbeitete er unter dem Bildhauer und Keramiker Ernest Chaplet. Dammouse war zudem für Gérard Dufraisseix et Abbot und Théodore Haviland tätig.
Auf  einer Ausstellung der Union centrale des Arts décoratifs erhielt Dammouse 1874 eine Goldmedaille, wie auch auf der Weltausstellung Paris 1889. 1889 wurde er Mitglied der Société nationale des beaux-arts und stellte auf deren Salon aus. 1891 wurde er Sekretär der Gesellschaft, 1893 dann Mitglied der Jury.
1892 baute Dammouse in seiner Werkstatt in Sèvres einen eigenen Brennofen und entwickelte die Herstellungsmethode Pâte-sur-pâte. Er fertigte hier zahlreiche Fayencen, bei denen er sein Talent als Kolorist und Dekorateur durch eine breitere Farbpalette ausdrücken konnte. Gemeinsam mit seinem Bruder Édouard Alexandre Dammouse formgestaltete er Stücke vorwiegend im Stil des Japonismus. Andere seiner Werke sind im Stil des Naturalismus gehalten.
Ab 1897 begann Dammouse auch mit Glas zu arbeiten. Auf dem Salon der Société Nationale des Beaux-Arts stellte er 1898 Tassen, Schalen und Kelche aus feiner, opaker Pâte de verre aus, die mit Pflanzen- oder Tiermotiven verziert waren. Er war einer der wenigen Glaskünstler seiner Zeit, die mit diesem Medium erfolgreich gearbeitet haben.
Am 30. April 1926 nahm die Ehrenlegion Dammouse als Commandeur auf. In Sèvres wurde die Rue Albert Dammouse nach dem Künstler benannt.

## Werke (Auswahl)
- Vase Cascade, 1895
- Jardinière, zwischen 1882 und 1885
- Pichet balustre
- Scène mythologique
- Buste de Richelieu
- Sculpture d’une femme nue, 1900